# Eustoquia
Eustoquia o, a veces, Eustoquio (en latín, Eustochium Julia, (Roma, c. 368 - 419 o 420) es una santa cristiana. Hija de santa Paula y hermana de santa Blesila, fue una madre del desierto, famosa por sus virtudes y su vasta instrucción.

## Vida
El matrimonio entre Paula y el senador romano Toxocio tuvo cuatro hijas: Blasila, Paulina, Eustoquio y Rufina, y un hijo, Toxocio. Eustoquia, la tercera de las cuatro hijas, a la muerte de su padre en el 380 vivió en Roma llevando una austera vida a imagen de los apotegmas de los Padres del Desierto. 
Cuando Jerónimo de Estridón llegó a Roma desde Palestina en el 382, tanto ella como su madre se pusieron bajo su guía espiritual. Su tío Hymettio, con su esposa Praetextata trataron de persuadir a la joven Eustoquia para que renunciara a su vida austera y disfrutara de los placeres del mundo, pero todos sus intentos fueron inútiles. Alrededor del año 384 hizo voto de castidad, ocasión en que San Jerónimo le dirigió su famosa carta De custodia virginitatis (Ep. xxii en P.L., XXII, 394 - 425).
Un año más tarde, San Jerónimo volvió a Palestina y poco después fue seguido por Paula y Eustoquia.

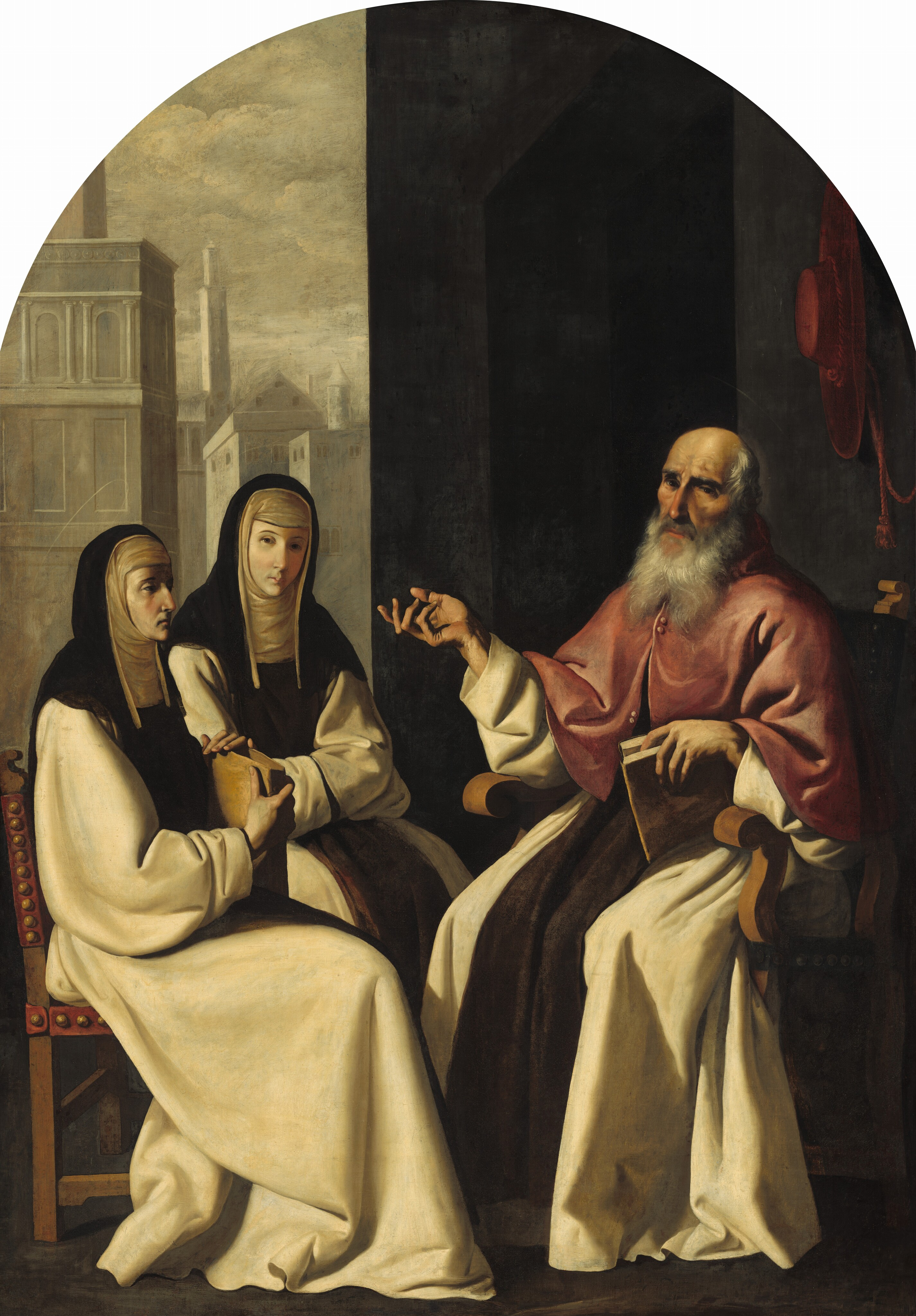
Santa Paula, su hija santa Eustoquia y san Jerónimo por Zurbarán. Galería Nacional de Arte, Washington.

En el año 386, acompañaron a Jerónimo en su viaje a Egipto, donde visitó a los eremitas del desierto de Nitria con el fin de estudiar y después imitar su modo de vida. En el otoño de ese mismo año regresaron a Palestina y se establecieron definitivamente en Belén. Paula y Eustoquio en seguida erigieron cuatro monasterios y un hospital cerca del lugar donde nació Cristo. Mientras que los monasterios se encontraba en construcción durante los años 386-389 vivieron en una pequeña casa en los alrededores. 
Uno de los monasterios fue ocupado por monjes, bajo la dirección de San Jerónimo. Los otros tres fueron dirigidos por Eustoquio su madre, acogiendo a numerosas vírgenes que acudieron a sus llamadas. Los tres conventos, bajo la supervisión de Paula, sólo tenían un oratorio, donde las monjas se reunían varias veces al día para la oración y la Liturgia de las Horas. 
Jerónimo testifica (Ep. 308) que tanto Eustoquia como Paula prestaron los servicios más humildes. Pasaron gran parte de su tiempo estudiando las Sagradas Escrituras bajo la dirección de San Jerónimo. Eustoquia hablaba latín y griego clásico con la misma facilidad con que era capaz de leer las Sagradas Escrituras en hebreo. Muchos de los comentarios bíblicos de san Jerónimo fueron escritos bajo su influencia y a ella la dedicó sus comentarios sobre los profetas Isaías y Ezequiel, así como numerosas cartas para su instrucción espiritual.
Después de la muerte de Paula en el 404, Eustoquia asumió la dirección de los conventos de Belén, a pesar de las grandes dificultades del momento, tanto materiales como espirituales que debía afrontar. Jerónimo le fue de gran ayuda por su prudente aliento y consejo.
En el 417, se sucedieron una serie de desgracias sobre los monasterios de Belén, que serían objeto de pillaje, siendo uno de ellos, además, destruido por el fuego, además de maltratar y matar a algunas monjas. Estos hechos fueron promovidos por Juan II, patriarca de Jerusalén y los pelagianos contra los que Jerónimo había escrito, en medio de una fuerte polémica. Tanto San Jerónimo como Eustoquio informaron el papa Inocencio I, que reprendió severamente al patriarca por haber permitido tal ultraje. 
Eustoquia murió poco después y fue sucedida en la supervisión de los conventos por su sobrina, la joven Paula, prima de santa Melania la Joven. 
San Eustoquio de Tours podría haber sido su sobrino y otros descendientes laterales podrían incluir a san Perpetuo y san Volusiano.
La Iglesia celebra su fiesta el 28 de septiembre.